# Venga il tuo regno
Venga il tuo regno (Fathers and Crows) è un romanzo di genere postmoderno con ambientazione storica dello scrittore statunitense William T. Vollmann, «un'opera che si situa in una zona grigia tra narrativa e storia». Fa parte di un lungo ciclo di sette episodi che ha come obiettivo raccontare gli albori della storia del continente nordamericano, dal punto di vista dei rapporti tra i nativi e le ondate di esploratori e invasori che si sono succeduti nei secoli.

## Trama
I – Venga il tuo regno ovvero come le Vesti Nere giunsero in Canada
L'autore si reca a Montréal in Canada sulle tracce di Kateri Tekakwitha, una giovane irochese convertita al cristianesimo dai gesuiti e conosciuta come Sainte Catherine.
Nel 1604, lunga la costa di quella che i francesi ribattezzeranno Acadia, una giovane sposa Mi'kmaq di nome Nata Nuotando sogna un'isola in arrivo dal mare. Perciò il mattino dopo si trova in vantaggio sugli altri, compreso il capo tribù Membertou, quando un veliero si avvicina a riva e ne scende una barca piena di uomini bianchi che dimostrano un'attitudine amichevole. Si tratta di una spedizione francese organizzata dall'ugonotto De Monts, alla quale partecipa anche il Sieur de Poutrincourt, interessato a sviluppare il commercio di pelli di castoro tra Canada e Francia. Della spedizione fanno parte anche Champlain, convertito al cattolicesimo, Pontgravé e il figlio Robert, che da anni esplorano il nuovo mondo alla ricerca dell'oro. Caduto l'inverno, lo scorbuto imperversa nel campo fortificato degli esploratori all'isola Sainte-Croix, sterminando quasi metà degli uomini; invece per la tribù dei Souriquois (o Mi'kmak) è un periodo d'abbondanza, perché riescono a cacciare grazie all'invenzione delle racchette gli animali imprigionati nella neve.
I nativi sono molto contenti perché in cambio di pellicce di castoro ricevono utensili di metallo (essi chiamano i francesi "popolo del ferro"). Abbandonata l'isola Sainte-Crox, i francesi si stabiliscono in quello che chiamano Port Royal. Membertou vorrebbe ottenere anche le armi da fuoco per combattere contro gli eterni nemici Armouchiquois, Poutrincourt è riluttante. C'è anche una complicazione: Robert Pontgravé è deciso ad avere tutti i costi Nata Nuotando. Dalla Francia arriva una nave con una pessima notizia, la concessione reale per lo sfruttamento del commercio di pelli è stata revocata.
Champlain va a svernare a Kebec, alla ricerca dell'oro; gli altri abbandonano Port-Royal dopo avere consegnato al capo Membertou e ai suoi una quantità di archibugi, con i quali trionfano sui loro nemici. Robert Pontgravé tende un agguato a Nata Nuotando e la violenta; per ottenere il perdono, il suo amico Merveille regala una quantità di manufatti in ferro ai Souriquois. Nata Nuotando però aspetta un figlio, e lei sa che è dell'uomo che le ha usato violenza: non per questo la ama meno quando nasce una bambina, alla quale si impone il nome di Nata Sott'Acqua.
Tornato in Canada dalla Francia, Poutrincourt fa arrestare Robert Pontgravé; tuttavia due gesuiti arrivati sulla stessa nave, père Biard e père Massé, intercedono per la sua liberazione dicendo che è pentito. Poutrincourt deve tenere in conto la loro opinione perché la finanziatrice della spedizione, Madame de Guercheville, è una protettrice dei due uomini di chiesa. Robert viene esiliato sull'isola Emenemic, a lui e ai suoi accoliti vengono imposte delle decime che però si rifiutano di versare; quanto Charles Biencourt, il figlio di Poutrincourt, sbarca per arrestarli, son già fuggiti nelle foreste.
I gesuiti vorrebbero riuscire a convertire i nativi, ma l'unico che li ascolti è il capo Membertou. Père Biard insiste per seguire Biencourt in una nuova spedizione contro Robert Pontgravé, ed è lui a convincerlo a fare atto di sottomissione, e da questo momento il giovane è legato a filo doppio con i gesuiti. Membertou muore durante un'epidemia invernale che infuria tra i nativi, probabilmente diffusa dalle Vesti Nere (così vengono chiamati di Gesuiti); in Francia, Poutrincourt si indebita per preparare un'altra spedizione per il Canada in modo da soccorrere il figlio Biencourt, ma i gesuiti ne ottengono l'imprigionamento per insolvenza.
II – Obbedienza ovvero una breve biografia di Sant'Ignazio di Loyola
A inizio cinquecento, Iñigo Loyola è il figlio cadetto di una famiglia nobile spagnola, uomo d'armi al servizio del suo Duca. Nel 1521 viene ferito all'assedio di Pamplona, investita dall'armata del re di Francia; durante la convalescenza nella casa di famiglia si dedica a letture devote, e quando guarisce dà le dimissioni dal servizio del Duca e compie un pellegrinaggio fino a Gerusalemme, via Roma.
La famiglia depreca la sua scelta di povertà, ma ben presto raccoglie intorno a sé dei seguaci. Recatosi in Francia fonda un ordine religioso, chiamato con disprezzo dei Gesuiti; Iñigo, che adesso si fa chiamare Ignazio, accetta questo nome e ottiene dal Papa l'approvazione per la sua Compagnia di Gesù, i cui successi si moltiplicano per tutto il secolo successivo alla sua morte.
III- Il nostro Pane Quotidiano ovvero come le Vesti Nere cominciarono l'Opera Grandiosa
Dalla colonia inglese della Virginia, il capitano Argall arriva in Acadia deciso a sradicare i coloni francesi. Prende prigioniero Père Biard e lo costringe a guidarlo a Port-Royal. Incendia l'insediamento e costringe Biencourt e i suoi a fuggire nelle foreste. Nel frattempo in Francia Poutrincourt è morto in guerra, così la colonia canadese sembra destinata a scomparire dalla faccia della terra.
Una nuova epidemia fa strage tra i nativi, muore anche Plana Come un Falco, il padre di Nata Sott'Acqua; la ragazza invece sopravvive.
IV – Sia fatta la Tua volontà ovvero la guerra con i Selvaggi irocois
Circa un secolo prima dell'arrivo di Poutrincourt e dei suoi nell'Acadia, gli irochesi sono bellicosi e feroci, continuamente in guerra fra di loro; solo la nascita di Dekanwideh, figlio di una donna Urone, permette di unificare nella pace le cinque nazioni che formano il popolo, e di dirigere la loro bellicosità verso i vicini. Le nazioni irochesi sono, da ovest verso est: Seneca, Cayuga, Oneida, Onondaga e Mohawk.
Champlain, che ha fondato la città di Kebec più all'interno, lungo il corso del fiume San Lorenzo, appoggia gli Armochiquois nella loro guerra contro gli irochesi. È grazie alle armi da fuoco dei suoi uomini che gli alleati vincono, ma i nemici a questo punto decidono di procurarsi armi e acciaio per fronteggiare la minaccia dagli olandesi, avversari dei francesi, insediati più a sud lungo il corso del San Lorenzo. Tornato in Francia, il quarantenne Champlain si sposa con la dodicenne Hélène Boullé, riceve una dote di 6.000 franchi che impegna nell'impresa canadese, ma per contratto non può deflorare la moglie fino al compimento dei 14 anni.
Nata Nuotando si risposa e rimane vedova una seconda volta; sua figlia Nata Sott'Acqua è diventata adulta, nessuno della sua tribù la vuole sposare perché temono il suo potere di preveggenza e il fatto che sia sterile. Va dunque in sposa a Un Occhio, nel popolo dei L'nuk che vivono all'interno del paese.
Champlain porta con sé in Canada Hélène, e deve fronteggiare i tentativi di sostituirlo alla guida della colonia con Pontgravé padre.
V – Temperanza, ovvero una breve biografia di Padre Roberto de Nobili che portò la Vera Fede in India
Roberto de Nobili (1577-1656), di nascita italiana, arruolatosi nei Gesuiti partecipa all'evangelizzazione dell'India con metodi invisi ai suoi confratelli, ma molto efficaci. Potrebbe essere possibile esportarli anche nella Nuova Francia, la colonia che si sta formando in Canada?
VI – Gloria, ovvero la conversione dei Selvaggi uroni
I superiori inviano in Canada padre Jean de Brébeuf, che si propone di convertire le numerose nazioni degli uroni; questo permetterebbe anche di allontanarli dal commercio con gli olandesi protestanti. Il sacerdote riesce a convincere il capo Soranhes a consegnargli il figlio Amantacha per un viaggio in Francia, dove si propone di istruito come un vero cristiano, in modo che in futuro possa favorire l'evangelizzazione dei suoi confratelli.
Amantacha trascorre qualche tempo in Europa e poi ritorna nel continente americano, ma la sua nave viene catturata dagli inglesi fratelli Kirke, che già si sono impossessati di Québec malgrado la fine della guerra tra le due corone. Viene portato in Inghilterra insieme a Champlain, il quale deve comprarsi la libertà. Amantacha, divenuto Louys de Saincte-Foy, viene riportato in Canada e riconsegnato al padre perché ha raccontato di essere figlio di un re indigeno. Poco per volta riacquista le abitudini della sua gente, con disappunto dei francesi.
In Canada nel 1634 arrivano i gesuiti, guidati da padre Brébeuf, che gli uroni chiamano Echon. Nata Sott'Acqua lascia il marito e gli L'nuk e si trasferisce tra gli uroni. Viene considerata una straniera in grado di predire il futuro. Vive con Amantacha, un'unione che suscita la riprovazione di padre Brébeuf perché i due non sono cristianamente sposati e perché la donna rifiuta il battesimo e la conversione. I gesuiti cominciano a acquistare credito presso i locali perché non vengono colpiti dalle epidemie che decimano la nazione, e perché sembra che le loro preghiere riescano a far piovere dopo una prolungata siccità.
Champlain muore nel 1635, senza sapere di essere stato sostituito come governatore di Québec da Charles Huault de Montmagny, che arriva il 1 giugno 1636. Amantacha viene catturato dagli irochesi, ma Nata Sott'Acqua vede che non sarà questa la sua fine; infatti viene liberato in uno scambio di ostaggi. La guerra con gli irochesi si fa terribile, Québec viene assediata. Gli uroni partono per una spedizione, Amantacha viene catturato e torturato a morte, per finire lentamente bruciato vivo come nella tradizione bellica dei nativi.
Lentamente i gesuiti riescono a operare qualche conversione, dopo avere superato la ripugnanza e la diffidenza. Di solito battezzano persone in punto di morte. Dalla Francia arriva Maria dell'Incarnazione, sorella di clausura fermamente intenzionata a lavorare per la salvezza delle anime nel nuovo mondo. Il rapporto di padre Brébeuf con Nata Sott'Acqua genera la riprovazione dei suoi superiori. Malgrado la donna abbia sempre rifiutato il battesimo, subisce l'influenza del religioso.
La situazione scivola lentamente verso il disastro. Una terribile epidemia stermina metà degli uroni, che prima si contavano in forse 30.000 individui; i rimanenti sono divisi tra un 20% di cristiani convertiti, più o meno protetti dai missionari gesuiti, e coloro che rifiutano di abbandonare le tradizioni dei padri. Gli irochesi si fanno sempre più aggressivi, facendosi forza del fatto che gli olandesi vendono loro moschetti e pallottole. Padre Brébeuf capisce che si sta avvicinando quel martirio tanto anelato per entrare nel Regno dei Cieli.
Tra il 1648 e l'anno successivo le nazioni irochesi invadono il territorio urone distruggendo e uccidendo senza pietà. Separando gli indiani fra cristiani e pagani, i gesuiti lasciano che questi ultimi vengano sterminati, contando sul fatto che aumentino le conversioni. Nel 1649 le missioni vengono invase e distrutte. Padre Brébeuf viene torturato e trucidato. Nata Sott'Acqua passa dalla parte degli invasori insieme a molti convertiti, ed è tra coloro che infieriscono sui missionari.
VII – Padre Nostro, ovvero l'Ascensione della Vergine irochese
Nel decenni successivi alla distruzione delle nazioni uroni e neutrali, la giovane irochese Tegahkouita si converte al cristianesimo nel 1679 e giunge a Montréal. Oggi è conosciuta come santa Catherine (o Kateri) Tekakwitha, beatificata nel 1980 da papa Giovanni Paolo II.

## Critica

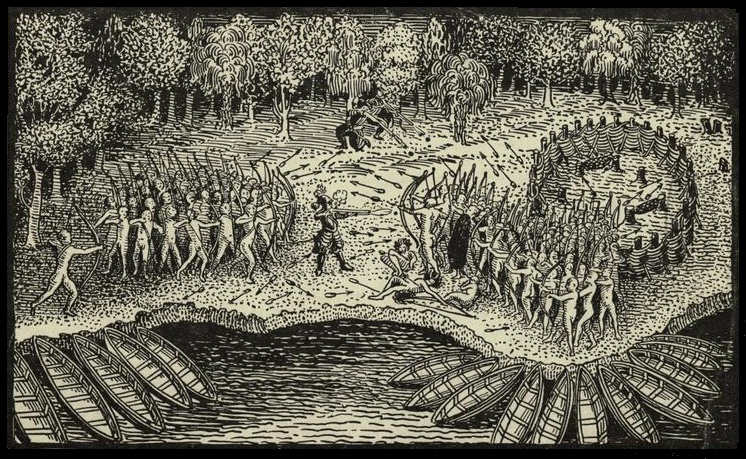
Sconfitta degli irochesi il 30 luglio 1609 per opera degli algonchini spalleggiati dai francesi, litografia da un disegno di Samuel Champlain, 1609

Il lungo romanzo di Vollmann è seguito da 120 pagine di glossari, cronologia, documentazioni e note che permettono di individuare le parti di fantasia dalla ricostruzione storica. Quasi tutti i personaggi citati sono realmente esistiti. Principale fonte dell'autore sono le Relazioni dei Gesuiti, compilazioni annuali dei diari dei missionari redatte dal Superiore Provinciale a Montréal, dal 1632 al 1650.
Il non intervento dei francesi a difesa degli uroni, con i quali erano in rapporti commerciali, era dettato dalla considerazione che i nativi vivevano nel peccato e che il loro battesimo prema della morte, e quindi la possibilità di raggiungere il paradiso, fosse più importante della loro vita. Malgrado ciò, Vollmann sostiene che l'atteggiamento dei colonizzatori francesi fosse meno rapace e spregiudicato rispetto a quello degli olandesi, e soprattutto rispetto a spagnoli e inglesi.
Nel 1665 scoppia una nuova guerra tra la Francia e gli irochesi, con invio di truppe oltre oceano, che si conclude con la sottomissione dei Mohawk. Circa cento anni dopo, nel 1763, la colonia chiamata Nuova Francia cade definitivamente nelle mani degli inglesi. L'anno successivo, la Compagnia di Gesù è dichiarata illegale in Francia, e i suoi membri vengono espulsi dal paese e dalle colonie.

## Edizioni
- William T. Vollmann, Venga il tuo regno, Trad. Massimo Bocchiola e Micol Toffanin, Padova, Alet edizioni, 2011,  p. 840, ISBN 978-88-7520-113-5.